# Eurya handel-mazzettii
Eurya handel-mazzettii är en tvåhjärtbladig växtart som beskrevs av Ho Tseng Chang. Eurya handel-mazzettii ingår i släktet Eurya och familjen Pentaphylacaceae. Inga underarter finns listade i Catalogue of Life.